# ドゥクン

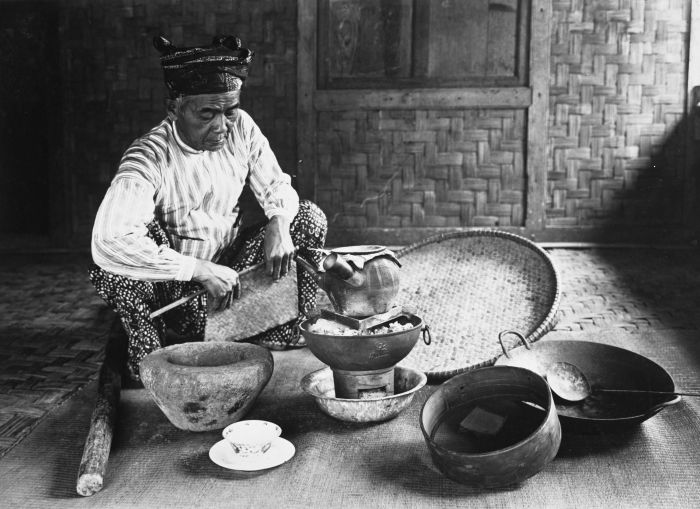
伝統薬を作るドゥクン（オランダ植民地時代、1910年-1940年）

ドゥクン（マレー語: dukun）は、インドネシアで見られる専門的呪者、祈祷者。彼らは呪術的なエネルギーを操ると信じられ、自分のため、あるいは他者から依頼を受けてその力を使う。「ドゥクン」はいくぶん漠然とした総称であり、実際は術者によって役割は分化している。例えばドゥクン・ジャンピ（呪医）、ドゥクン・バイ（産婆）などインドネシア社会で普遍的に見られ生活に溶け込んでいるドゥクンもあれば、超常的な秘術によって未来予知や霊との交信ができると信じられているドゥクンもいる。また救済や回復の祈願を行なうなど善を目的とする“白いドゥクン”と、呪う相手に災厄をもたらすなど悪を目的とする“黒いドゥクン”に分けられる。彼らが用いる知識や術は、土着のものにヒンドゥーやイスラムの神秘主義的要素を加えた雑多なものである。一般にドゥクンは別種のシャーマンであるパワンとしばしば混同される。
ドゥクンはジャワ島に根を張ったケジャウェン（クバティナン）信仰体系のまさに典型である。ヌサンタラの人々には、アニミズム、祖先崇拝、シャーマニズムという非常に強固で古くからの信仰がある。医師やイスラム教・キリスト教の伝道師がドゥクンの影響力を減じてきてはいるが、インドネシア社会においてドゥクンの影響力はまだ大きく、どこか恐れを感じさせるものであり、正統派イスラム教が最も支配的な地域でさえそうである。植民地時代以前は、ドゥクンの術者はヒンドゥー教や仏教の僧侶がそうだったように、支払税を免除されていた。
出世し高い教育を受けているインドネシア人、マレー人、シンガポール人でも、欧米の博士・修士レベルの者でさえ、ドゥクンや占い師に助言を求めている。
ドゥクンが最もよく居るのはジャワ島だが、マドゥラ島は黒魔術の非常に強力な使い手がいることで特に恐れられており、バリ島はそのドゥクンでよく知られている。カリマンタン島のダヤク族も首狩りにドゥクンを使うことで恐れられている。サバ州では、カダヤン族が赤い目をした浮浪者然と言われるドゥクンで知られる。
一般にドゥクンは、人が超自然的あるいは超常現象と関りがある問題を抱えていると考えた時に相談を受ける。

## ドゥクンになる人
ドゥクンの知識は口伝で伝えられるが、各々のやり方はコミュニティによって異なる。新人が自発的にドゥクンの技を学ぼうとする場合もあれば、親から地位を受け継ぐ場合もある。プロト・マレーのドゥクンは、シャーマンと村長を兼任することがしばしばある。これは tok batin と呼ばれる。親やその親から技を受け継いだドゥクンは、師匠の弟子となって修行したドゥクンよりも尊敬される。一般的に、参入儀式では、山、滝、霊園、その他人気のない場所での瞑想が行なわれる。サバ州のカダヤン族といったいくつかのコミュニティでは、ドゥクンは参入の前にシラットを学ぶよう求められることもある。その目的は護身と精神修養の両面がある。

## 役割の種類

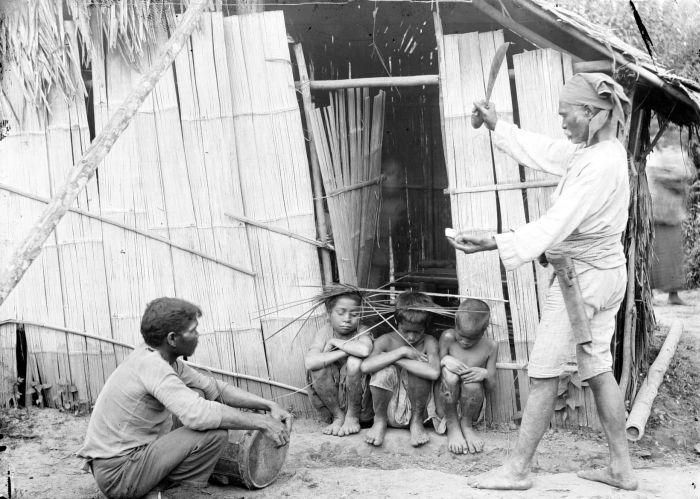
子供に憑りついた悪霊を追い払うシャーマン（インドネシア・ブル島、1920年）

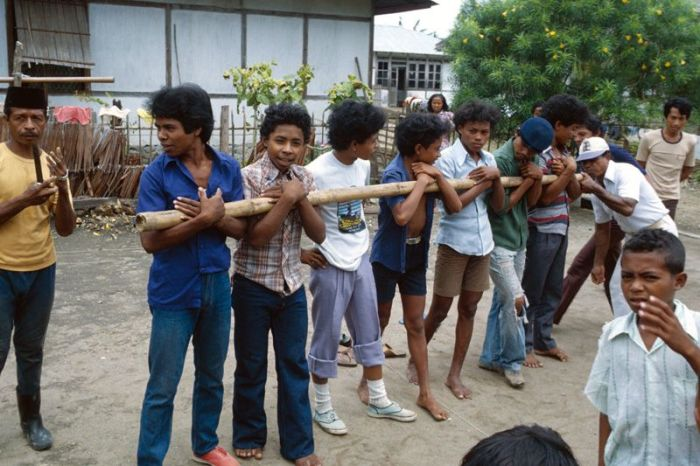
マルク州アンボンの村で儀式を行うドゥクン（左）

ドゥクンには多くの肩書と、帰せられる能力がある。以下のドゥクンの役割は、一人のドゥクンが全てをこなすというよりは、ドゥクンごとに特定のものを選んで行なわれる。

### 病気の治療
ドゥクンの第一の役割は、病気の治療である。彼らは薬草、呪文（ジャンピ）、詠唱（マントラ）、動物の体の一部、無生物の物体、霊的な交信や手引き、祈祷文、供物、クリス、ほか様々な組み合わせを治療に役立てるため使う。

### 悪魔祓い
ドゥクンは悪霊や善霊と直接交信できると信じられている。霊たちは生きている人間が自分たちと交信できることに心を奪われ、憑りついた人間から追い出される時にはドゥクンに抵抗しないと言われている。

### 占いと予言
ドゥクンは予言を行なうことで最も有名である。これは相談者の他界した家族の霊との対話で得られることもあり、その霊はこれから起こりそうな事に関する洞察を与えるとされる。

### 魔除けと祝福
ドゥクンは時々、シロアリ、霊、悪魔を除けたり、農地の豊作を願って、個人や企業を祝福することもある。

### 霊的交信
ドゥクンは、普通の人には見えない霊を見、あたかもその霊が実在するかのように意思疎通できると言われている。多くの霊は古ジャワ語か古スンダ語を話すと思われており、交信するドゥクンは一時的な憑依状態においてそれらの言葉を、もともと知識が無いにもかかわらず話せることもある。

### 黒魔術
ドゥクンは多くが善意のシャーマンであるが、時には復讐の呪いや魔法をかけるべく雇われることもある。魔法の例としては、
- Jengges - お香と阿片といった供物を半円の中に置き、爪、ガラス、針といったものも置く。そしてドゥクンは、呪う相手の腹の中へそれらの品を埋め込むよう霊へ求める。
- Gendam - ドゥクンは呪う相手の名前を繰り返し唱え、その者は別のドゥクンから厄払いされるまで休息できなくなる。
- Naruga - ドゥクンは呪う相手の心に、ある思いを植えつける。これは恋愛成就のような善意のものもあるが、殺人をけしかけるような悪意のものもある。
- Santet - ドゥクンは呪う相手を慢性の下痢にさせる。
- Sirep - ドゥクンは呪う相手を深く揺るぎない眠りに陥らせる。
- Tenung - この儀式は食べ物や阿片・お香の供物で半円を作り、呪う相手の粉砕を繰り返し唱える。相手は別のドゥクンから治癒されるまで、頭痛、嘔吐、病気に悩まされる。
- Susuk - ドゥクンは患者の体に、魔力を込めた金属針を埋め込む。霊の力により、痕は残らない。元はシワ取りの原始的なものだが、これにより患者は活力を得るという。殆どは女性が対象で、虚弱体質を改善するためにも用いられる。

## 社会問題

### 詐欺と性的暴行
インドネシアでは以前より多数のドゥクンが詐欺と性的暴行で受刑している。時には、自分の不運はドゥクンのせいだと思い込んだ人々から、復讐と称して殺されるドゥクンもいる。

### 1998年の東ジャワでの忍者騒動
インドネシアの東ジャワ州で1998年に集団ヒステリー騒動があった。これは、地元の有力者たちが謎の黒ずくめの暗殺団に相次いで殺され、住民らがその魔術使いの忍者集団に自分たちも狙われていると思い込んで起こった。2月から10月にかけて150-300人の「魔術使い」が殺され、特に8月と9月は多かった。

### 関連文献
- The Religion of Java. Clifford Geertz. University of Chicago Press 1976. ISBN 0-226-28510-3
- Understanding Witchcraft and Sorcery in Southeast Asia. C. W. Watson, R. F. Ellen.University of Hawaii Press, 1993. ISBN 0-8248-1515-7
- Modern Trends in Islamic Theological Discourse in 20th Century Indonesia. Fauzan Saleh. BRILL, 2001. ISBN 90-04-11251-0
- Islam: Essays on Scripture, Thought, and Society : a Festschrift in Honour. By Peter G. Riddell, Tony Street, Anthony Hearle Johns Contributor Peter G Riddell, Ph.D., Peter G. Riddell. BRILL, 1997. ISBN 90-04-09818-6